# Василь Луцкевич
Василь Луцкевич (*д/н — † після 1621) — козацький ватажок, кошовий отаман 1621 року.

## Життєпис
Про походження є дискусії: за одними відомостями, належав до волинської шляхти, за іншими — до мінської. Дата народження і смерті достеменно невідомі.
В окремих джерелах згадується як гетьман запорозький. Втім з огляду, що ще тоді посади кошового отамана й гетьмана часто заміщувалися або дублювалися в різних листах, то напевне Василь Луцкевич був отаманом. Спочатку, ймовірно, призначається наказним кошовим отаманом на час відсутності Петра Одинця.
1621 року згадується як один з запорізьких полковників під час Хотинської битви. Ймовірно, по її завершенню обирається кошовим отаманом. Втім, скільки термінів перебував на посаді — невідомо.